# 落ちこぼれの竜殺し
『落ちこぼれの竜殺し』（おちこぼれのりゅうごろし）は、橘ぱんによる日本のライトノベル。イラストは呉マサヒロが担当している。富士見ファンタジア文庫（富士見書房→KADOKAWA）より2012年10月から2014年3月まで刊行された。

## 登場人物
叶零士（かのう れいじ）
健速学園1年生。学園に合格したものの実質最下位の成績だったが、初対面はずの弓美香によって彼女の直属のチームに配属される。
杵築弓美香（きづき ゆみか）
健速学園2年生。学内で“五鱗”と呼ばれる学園生徒トップの天才少女。零士は自分を必ず守ってくれると信頼している。
レティシア・ベラスケス
男装少女。頭に血が上りやすく、本来の成績は上位だったが揉め事を起こし最下位にされた。チームの足を引っ張る零士と衝突することが多い。
リタ・ベラスケス
レティシアの妹。2年飛び級して学園に入学した。

## 用語
私立健速学園
“竜”と戦うための戦士を育成する機関。11年前に突如現れた謎の存在“竜”により、世界は一度滅びかけている。
竜鱗機（プラウダー）
“竜”と戦うための強化アーマー。

## 既刊一覧
- 橘ぱん（著）・呉マサヒロ（イラスト） 『落ちこぼれの竜殺し』 富士見書房→KADOKAWA〈富士見ファンタジア文庫〉、全4巻
  1. 2012年10月20日発売[1]、ISBN 978-4-8291-3814-4
  2. 2013年2月20日発売[2]、ISBN 978-4-8291-3850-2
  3. 2013年6月20日発売[3]、ISBN 978-4-8291-3901-1
  4. 2014年3月20日[4]、ISBN 978-4-04-070037-3